# 13775 Тібо
13775 Тібо (13775 Thébault) — астероїд головного поясу, відкритий 11 жовтня 1998 року.
Тіссеранів параметр щодо Юпітера — 3,346.